# Assemblea del Poble Guaraní
L'Assemblea del Poble Guaraní és una entitat de l'ètnia guaraní que té reconeguda la representació dels pobles guaranís a Bolívia, si bé també té activitat a l'Argentina, a la província de Jujuy. Es va fundar el 1987 i està configurada en 24 capitanies distribuïdes en cinc províncies de tres departaments del país: la Cordillera al departament de Santa Cruz, Hernando Siles i Luis Calvo al departament de Chuquisaca, i Gran Chaco i O'Connor al departament de Tarija. Té com a objectius defensar els principis de la nació guaraní en els aspectes territorials, polítics i econòmics; fer respectar la seva forma de vida; garantir l'accés a la terra en igualtat i cuidar l'administració i gestió dels recursos naturals. La seva bandera és horitzontal tricolor blau, verd i marró, amb una estrella groga de 8 puntes al mig del blau i l'emblema en blanc al mig de la bandera, just sota l'estel.